# Ehrentitel (Finnland)

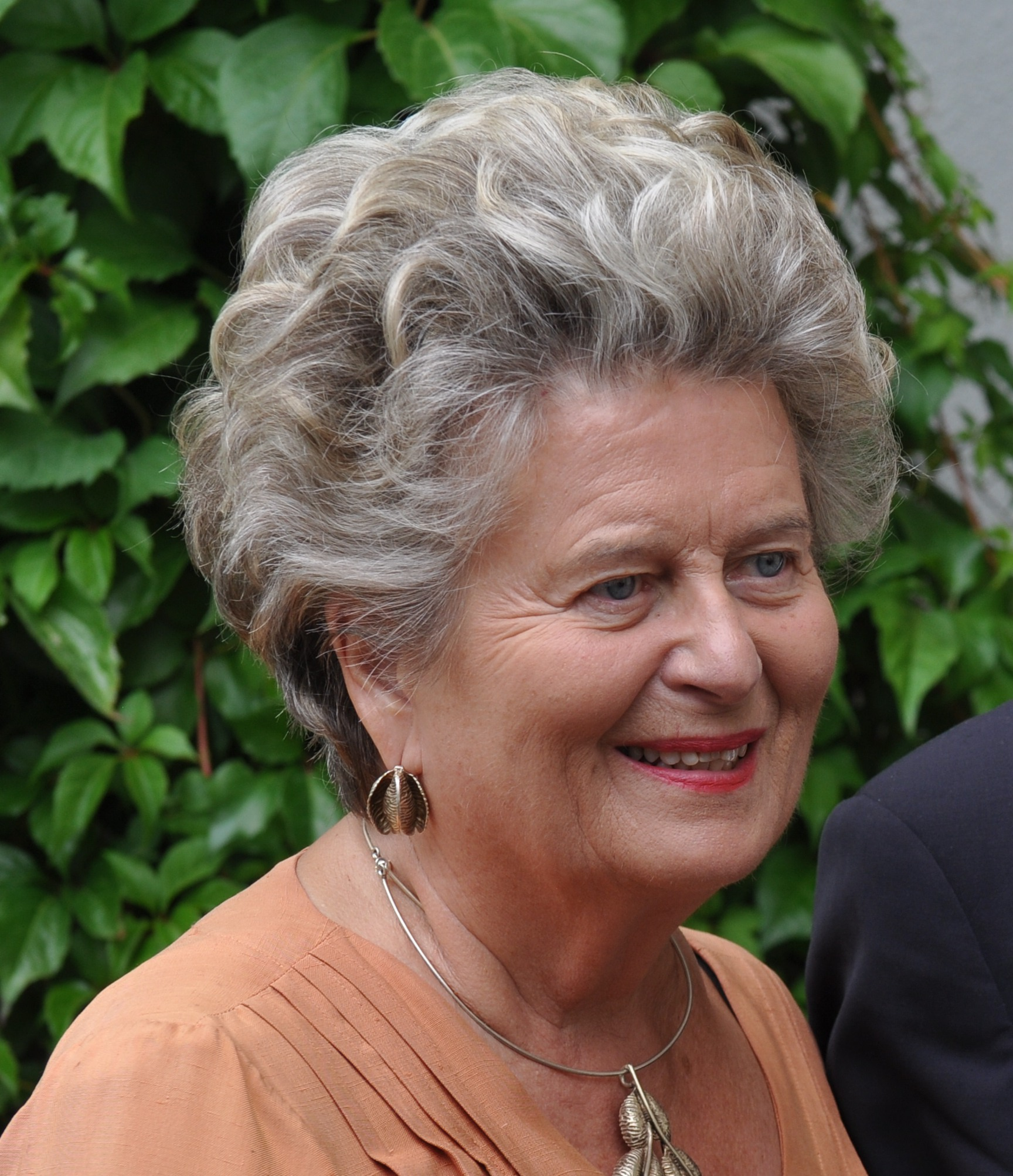
Die ehemalige Parlamentspräsidentin, Ministerin und Parlamentsabgeordnete Riitta Uosukainen ist die erste und bisher einzige Frau, die den Ehrentitel valtioneuvos („Staatsrat“), den höchsten Ehrentitel Finnlands, trägt. Überreicht wurde er ihr 2004 von der damaligen Präsidentin Tarja Halonen.

Ein Ehrentitel, originalsprachlich finnisch arvonimi oder schwedisch hederstitel, wird vom Präsidenten der Republik Finnland als Anerkennung für gesellschaftliche Verdienste an Bürger des Landes verliehen. Er ist ehrenamtlich, nicht erblich und bringt weder Verantwortung noch Privilegien mit sich.

## Name
„Ehrentitel“ ist die Übersetzung der Originalbezeichnungen arvonimi bzw. hederstitel (im Plural arvonimet bzw. hederstitlar). Im verfassungsgemäß zweisprachigen Finnland haben in der Regel alle offiziellen Namen, Titel und dergleichen sowohl eine finnische als auch eine schwedische Form. Beide Amtssprachen sind laut Finnischer Verfassung gleichberechtigt. Die Finnische Staatskanzlei empfiehlt die Namen der Ehrentitel nicht in andere Sprachen zu übersetzen, sondern einen der beiden originalsprachlichen Namen auch beim Gebrauch des Titels im Ausland zu verwenden, ggf. mit der zusätzlichen Erklärung „finnischer Ehrentitel“.

## Hintergrund

Impi Hannula trug den Ehrentitel kotitalousneuvoja („Haushaltsrat“) der 8. Gruppe.

Die Finnische Verfassung von 1919 verbot die Verleihung von Adelstiteln oder anderen erblichen Würden. (Familien, die bereits adelig waren, dürfen ihre Titel weiterhin führen.) Für verdienstvolle Arbeit zum Wohle der Gesellschaft werden Bürgern in Finnland stattdessen Ehrentitel verliehen. Sie existieren neben den akademischen Graden und den verschiedenen Amts- und Berufsbezeichnungen. 
Vorschläge zur Verleihung eines Ehrentitels müssen dem Präsidenten der Republik Finnland schriftlich begründet werden. Nominieren können sowohl Einzelpersonen als auch Organisationen. Das „Gesetz über öffentliche Belohnungen“ (1215/1999, geändert mit 893/2021) und die „Verordnung des Präsidenten der Republik über Titel“ (381/2000, geändert mit 478/2020) regeln die Vergabe  dieser Titel. Sie werden vom Präsidenten auf Vorschlag des 1973 gegründeten (und den älteren Ausschuss von 1949 ersetzenden) „Titelausschuss“ verliehen. Der Ausschuss besteht aus sieben Mitgliedern, die jeweils für sechs Jahre ernannt werden. Den Vorsitz hat der Ministerpräsident inne. Die übrigen Mitglieder dieses Gremiums müssen ein besonders hohes Maß an Fachwissen in den Bereichen Soziales, Kultur und Wirtschaft aufweisen. Zum Zeitpunkt der Ernennung dürfen die Ausschussmitglieder nicht älter als 66 Jahre alt sein.
Es gibt etwas mehr als hundert verschiedene Ehrentitel in 16 Gruppen, nach denen sich die Höhe der zu zahlenden Stempelsteuer richtet. Die beiden höchsten Ehrentitel (Gruppe 1) sind valtioneuvos/statsråd („Staatsrat“) und vuorineuvos/bergsråd („Bergsrat“). Der am häufigsten verwendete Ehrentitel ist talousneuvos/ekonomiråd („Ökonomierat“) und gehört zur Gruppe 8. Die Titel arkkiatri/arkiater („Archiater“) und maaneuvos/lantråd („Landrat“) können jeweils nur von einer Person geführt werden.
Seit Finnlands Unabhängigkeit und Gründung der Republik wurden mehr als 13 000 Ehrentitel verliehen. Die letzte Änderung an der Liste geschah durch eine Verordnung des Präsidenten mit Wirkung am 1. Juli 2020.

## Gruppen, Titel und Stempelsteuer
Die Beträge in Klammern geben die Höhe der auf den Titel entfallenden Steuer an. Der letztgenannte Betrag gibt den Steuerbetrag an, der zu entrichten ist, wenn der Empfänger des Titels in einem Vollzeitbeschäftigungsverhältnis oder einem vergleichbaren Beschäftigungsverhältnis mit dem Staat, einer Gemeinde oder einer Kirche steht. Andernfalls ist die Steuer nach dem bisherigen Betrag zu entrichten. Die Steuer ist von der Person oder Organisation zu zahlen, die den Kandidaten für den Titel nominiert hat, nicht vom Empfänger selbst.

### 1. Gruppe (Stempelsteuer € 48400 oder 12100)
- valtioneuvos
- vuorineuvos

### 2. Gruppe  (Stempelsteuer € 33300 oder 8300)
- energianeuvos
- erikoislähettiläs
- kauppaneuvos
- liikenneneuvos
- maanviljelysneuvos
- matkailuneuvos
- merenkulkuneuvos
- metsäneuvos
- ministeri
- rahoitusneuvos
- teollisuusneuvos
- valtiopäiväneuvos
- viestintäneuvos
- ylipormestari

### 3. Gruppe (Stempelsteuer € 24200 oder 6000)
- apteekkineuvos
- insinöörineuvos
- vakuutusneuvos
- yrittäjäneuvos

### 4. Gruppe (Stempelsteuer € 19300 oder 4800)
- kaupunginjohtaja
- kaupunkineuvos

### 5. Gruppe (Stempelsteuer € 16400 oder 4100)
- arkkiatri
- laamanni
- maaneuvos
- patenttineuvos
- rakennusneuvos
- ylisosiaalineuvos

### 6. Gruppe (Stempelsteuer € 12000 oder 3000)
- Kanslianeuvos
- lehdistöneuvos
- maakuntaneuvos
- professori
- sairaalaneuvos

### 7. Gruppe (Stempelsteuer € 8700 oder 2200)
- budjettineuvos
- eläinlääkintöneuvos
- eräneuvos
- hallitusneuvos
- kalastusneuvos
- kenttäpiispa
- kulttuurineuvos
- kunnallisneuvos
- liikuntaneuvos
- lääkintöneuvos
- maanmittausneuvos
- metsätalousneuvos
- museoneuvos
- nuorisoasiainneuvos
- poliisineuvos
- pääkonsuli
- satamaneuvos
- työsuojeluneuvos
- verotusneuvos
- ympäristöneuvos

### 8. Gruppe (Stempelsteuer € 6200 oder 1550)
- ammattikasvatusneuvos
- balettineuvos
- elokuvaneuvos
- järjestöneuvos
- kalatalousneuvos
- kamarineuvos
- kaupallinen neuvos
- kihlakunnanneuvos
- kiinteistöneuvos
- kirjapainoneuvos
- kirjastoneuvos
- korkeakouluneuvos
- kotiseutuneuvos
- kotitalousneuvos
- kotiteollisuusneuvos
- kouluneuvos
- kunnanjohtaja
- käsityöneuvos
- luotsineuvos
- lähetystöneuvos
- musiikkineuvos
- opetusneuvos
- pitäjänneuvos
- pormestari
- puutarhaneuvos
- revisioneuvos
- seurakuntaneuvos
- sosiaalineuvos
- taideneuvos
- talousneuvos
- teatterineuvos
- terveydenhuoltoneuvos
- uittoneuvos

### 9. Gruppe (Stempelsteuer € 4250 oder 1100)
- yliagronomi
- yliarkkitehti
- yli-insinööri
- yli-intendentti
- ylimetsänhoitaja

### 10. Gruppe (Stempelsteuer € 3300 oder 820)
- konsulikonsuli
- lähetystösihteeri
- taloustirehtööri
- ylikamreeri
- ylirakennusmestari

### 11. Gruppe (Stempelsteuer € 2700 oder 680)
- rehtori
- varakonsuli

### 12. Gruppe (Stempelsteuer € 1100 oder 270)
- yliopettaja

### 13. Gruppe (Stempelsteuer € 770 oder 200)
- asessori
- eläinlääkintöasessori
- lehtori

### 14. Gruppe (Stempelsteuer € 640 oder 160)
- intendentti
- kamreeri
- postimestari
- rovasti
- sotakamreeri

### 15. Gruppe (Stempelsteuer € 330 oder 80)
- lentokapteeni

### 16. Gruppe (Stempelsteuer € 70 oder 50)
- director cantus
- director musices